# Party Up
Party Up – singel rapera DMX-a wydany 8 lutego 2000 roku.
Jest to jeden z najbardziej znanych utworów DMX-a pochodzący z albumu ...And Then There Was X, wydanego w 1999. Podkład został wykonany przez Swizz Beatz. Utwór można usłyszeć między innymi w grze komputerowej Tiger Woods PGA Tour 2004 oraz w filmach 60 sekund oraz Superzioło.
D-X-L to kolejna piosenka z albumu, wyprodukowana przez Dame’a Grease’a. Do nagrania zaproszono Drag-Ona i grupę The Lox. Zwrotkę Jadakissa można usłyszeć w filmie "Mroczna dzielnica". Podkład został wykorzystany również w dodatkowym utworze z albumu "The Great Depression" pod tytułem "Next Out the Kennel" do zwrotki Big Stana.
Singel Party Up ukazał się w kilku wydaniach. Na jednym znalazł się klip do tytułowego utworu, a także "Slippin’" z albumu "Flesh of My Flesh, Blood of My Blood".

## Lista utworów

### Party Up/D-X-L
Dysk 1
1. "Party Up (Up in Here)" (Radio edit) – 3:41
2. "Party Up (Up in Here)" (LP Version) – 4:29
3. "Party Up (Up in Here)" (Instrumental) – 4:31

Dysk 2
1. "D-X-L (Hard White)"(Radio edit) – 4:11
2. "D-X-L (Hard White)"(LP Version) – 4:35
3. "D-X-L (Hard White)"(Instrumental) – 4:35

### Mp3
1. "Party Up" (Clean)
2. "Party Up" (Dirty)
3. "Party Up" (Instrumental)

### Enchanced Single
1. "Party Up" (Radio Edit) – 3:50
2. "Party Up" (Instrumental) – 4:38
3. "Slippin’" (Album) – 5:05
4. "Party Up" (Video)